# Sandracottus rotundus
Sandracottus rotundus es una especie de escarabajo del género Sandracottus, familia Dytiscidae. Fue descrita científicamente por Sharp en 1882.

## Distribución geográfica
Habita en Asia del Sur.